# Above the Law
Above the Law – amerykański zespół hip-hopowy pochodzący z Pomony w Kalifornii założony w 1989. W latach 1999–2002 związany był z wytwórnią Death Row Records. Ich piosenka „Murder Rap” została wykorzystana w grze komputerowej Grand Theft Auto: San Andreas.

## Życiorys
Zespół tworzą Cold 187um (właściwie Gregory Hutchinson), K.M.G. The Illustrator (właściwie Kevin Dulley) i DJ Total K-oss (właściwie Anthony Stewart). Cold 187um jest multiinstrumentalistą, gra na m.in. na gitarze basowej, instrumentach klawiszowych, trąbce. Sześć lat studiował jazz, co miało bezpośredni wpływ na brzmienie zespołu. Na ich debiutancki album, nagrany dla wytwórni Ruthless, należącej do Eazy’ego E z N.W.A, złożyły się dwa różne tematy – pierwszy dotyczył szczegółowych opisów przemocy na ulicach, drugi rozwijał lubieżne scenariusze. W utworze „The Last Song” wystąpił Eazy-E (razem z Dr. Dre był szefem produkcji płyty). 

## Dyskografia
- Livin’ Like Hustlers (1990)
- Vocally Pimpin’ (1991, minialbum)
- Black Mafia Life (1992)
- Uncle Sam’s Curse (1994)
- Time Will Reveal (1996)
- Legends (1998)
- Forever: Rich Thugs, Book One (1999)
- Sex, Money & Music (2009)